# Кубня
Ку́бня (рос. Кубня, чув. Чăваш Çармăс) — присілок у складі Ібресинського району Чувашії, Росія. Входить до складу Малокармалинського сільського поселення.
Населення — 533 особи (2010; 636 у 2002).
Національний склад:
- чуваші — 100 %